# Sanxai
Sanxai là một huyện (muang, mường) phía đông của tỉnh Attapeu, Lào . Huyện này giáp với huyện Ngọc Hồi tỉnh Kon Tum.